# Teuvo Laukkanen
Teuvo Johannes Laukkanen (ur. 16 lipca 1919 w Pielavesi, zm. 14 maja 2011 tamże) – fiński biegacz narciarski, srebrny medalista olimpijski.

## Kariera
Igrzyska olimpijskie w Sankt Moritz w 1948 roku były pierwszymi i zarazem ostatnimi w jego karierze. Wspólnie z Augustem Kiuru, Laurim Silvennoinenem i Sauli Rytkym wywalczył srebrny medal w sztafecie 4 × 10 km. Na tych samych igrzyskach zajął także ósme miejsce w biegu na 18 km techniką klasyczną
Nigdy nie startował na mistrzostwach świata. W 1943 roku wygrał bieg na 30 km w Ounasvaara, a w 1944 roku był najlepszy w biegu na 18 km podczas zawodów Salpausselän Kisat. Ponadto Laukkanen był dwukrotnie mistrzem Finlandii, w 1945 roku zwyciężył na dystansie 30 km oraz w sztafecie.

## Osiągnięcia

### Igrzyska olimpijskie
| Miejsce | Dzień       | Rok  | Miejscowość  | Konkurencja             | Czas biegu | Strata    | Zwycięzca        |
| ------- | ----------- | ---- | ------------ | ----------------------- | ---------- | --------- | ---------------- |
| 8.      | 31 stycznia | 1948 | Sankt Moritz | 18 km stylem klasycznym | 1:13:50 h  | +5:01 min | Martin Lundström |
| 2.      | 3 lutego    | 1948 | Sankt Moritz | Sztafeta 4 × 10 km      | 2:32:08 h  | +8:58 min | Szwecja          |